# Shunbaisai Hokuei
En aquest nom japonès, el cognom és Shunbaisai.

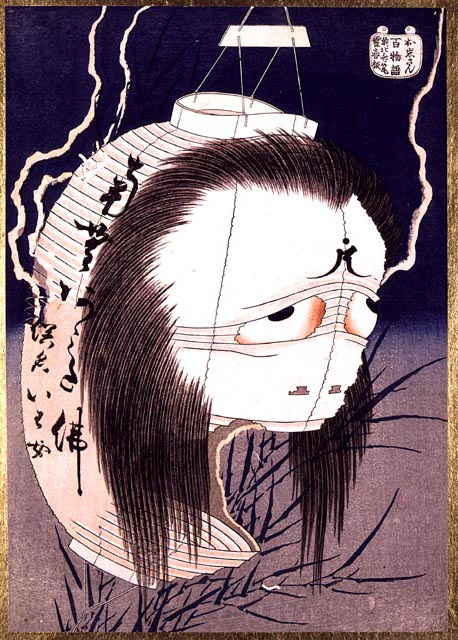
Xilografia de Shunbaisai Hokuei del fantasma d'Oiwa manifestant-se com una llanterna, de la sèrie “Cent contes” (Hyaku monogatari)

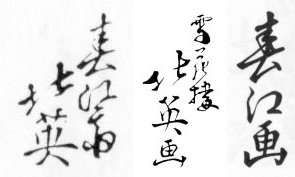
Signatures de Shunbaisai Hokuei, llegit d'esquerra a dreta: “Shunkōsai Hokuei” (春江斎　北英), “Sekkarō Hokuei ga” (雪花楼　北英　画), i “Shunkō ga” (春江　画)

Shunbaisai Hokuei (japonès: 春梅斎 北英), també conegut com a Shunkō III, va ser un dissenyador de xilografies de l'estil ukiyo-e d'Osaka que va estar en actiu del 1824 al 1837. Va ser alumne de Shunkōsai Hokushū. La majoria dels gravats de Hokuei retraten a l'actor kabuki Arashi Rikan II, i la qualitat d'aquests dissenys i estampes és notable. Hokuei va morir el 1837.
Shunbaisai Hokuei no s'ha de confondre amb Tōkōen Hokuei (桃幸園 北英), un gravador d'Edo (Tòquio) de principis del segle xix.